# مرید
در تصوف، یک مرید فردی است که متعهد به روشنگری معنوی از راه سلوک (پیمودن مسیر) زیر نظر یک راهنمای روحانی است که می‌تواند پیر، شیخ یا مرشد نامیده شود. سالک یا پیرو صوفی زمانی مرید نامیده می‌شود که پس از تشرف، با مرشد بیعت یا عهد کرده باشد.
مرشد در ابتدا باید مرید خود را به‌عنوان شاگرد خود بپذیرد. در طول دورهٔ آموزش، مرید معمولاً حین تمرین‌ها و مراقبه‌های معنوی شخصی، رؤیاهایی را تجربه می‌کند. این رؤیاها توسط مرشد تفسیر می‌شوند. یک رسم رایج در میان فرقه‌های صوفیهٔ نخستین این بود که به مرید در بدو شروع یا پس از طی یک سلسله کارهای دشوار و مهم در مسیر رشد عرفانی خرقه یا ردایی می‌دادند. این عمل اکنون چندان رایج نیست.
مریدها اغلب کتاب‌های آموزشی را از مرشد دریافت می‌کنند و اغلب مرشد دوره‌گرد را در سرگردانی خود همراهی می‌کنند. یک تمرین پایه‌ای در تصوف شامل آموزش آرایه‌ای از هفت «نام» است.
1. مورد نخست عبارت است از تکرار عبارت "لا اله الا الله" به تعدادی بین ۱۲۰۰۰ تا ۷۰۰۰۰ بار در شبانه‌روز. اگر مرشد از پیشرفت مرید راضی باشد، مرید مجاز است با شش نام دیگر ادامه دهد:
2. الله سه بار؛
3. هو (ترجمه از عربی: "او هست")
4. حق (ترجمه از عربی: «حقیقت مطلق») سه بار؛
5. حی (ترجمه از عربی: «همواره زنده») سه بار؛
6. قیوم (ترجمه از عربی: "تقویت‌کننده، قیام‌کننده") سه بار؛
7. قهار (ترجمه از عربی

«همیشه غالب»).